# Bonenkruid
Bonenkruid (Satureja) is een geslacht uit de lipbloemenfamilie (Lamiaceae of Labiatae).
Twee soorten bonenkruid, het eenjarig bonenkruid (Satureja hortensis L.) en het bergbonenkruid (Satureja montana L) lijken veel op elkaar. Ze groeien beide ruig en ongelijkmatig en hebben zwakke, houtige, zich vertakkende stengels. Ze worden 30 tot 50 cm hoog. De eenjarige soort is beter bestand tegen kou en vocht.
Het eenjarig bonenkruid bezit een sterk ontwikkelde hoofdwortel net als het overblijvend bonenkruid dat ook sterk vertakte zijwortels heeft. Het meerjarige bonenkruid kan vijf jaar groeien en bereikt een hoogte van 50 cm. De stengel verhout sneller en is niet violet getint. De stengels zijn kort behaard en vertonen talrijke grote klierschubben.
De plant bezit talrijke, groene, glanzende, lijn-lancetvormige blaadjes, beiderzijds spits toelopend, die aan de gave randen met fijne haartjes zijn bezet. Ze staan tegenover elkaar en zijn aan beide zijden eveneens met grote klierschubben bedekt. In de nazomer verkleurt het blad tot dieppaars.
De kleine, duidelijk gesteelde bloemen staan van juli tot oktober met drie tot zeven in schijnkransen in de bladoksels. De bloemkleur gaat van paarsrood, lichtrood tot witachtig met donkerrode stippen. De bloem-kelk is grijs.
De smaak is verwant aan die van tijm - beide kruiden bevatten thymol en carvacrol. De hele plant is aromatisch en de geur doet denken aan een mengeling van lavendel en appels, met een lichte muntsmaak.
Bonenkruid bevat etherische olie (0,16-2%), waarin carvacrol (30%), p-cymol (20%), en andere terpeenderivaten en een weinig bekend fenol, hars, kleurstoffen, tirperteenzuren, thymol, en looistof (4-8%)
Bonenkruid heeft een samentrekkende werking door de aanwezigheid van looistoffen. Het cymol- en carvacrolgehalte verklaren de antiseptische eigenschappen van de etherische olie. De etherische olie oefent eerst een stimulerende, daarna een dempende invloed uit op het centraal zenuwstelsel.

## Soorten en variëteiten
Plinius noemde het bonenkruid satureia, wat sindsdien de botanische naam van deze plant bleef.
- Satureja hortensis L., Nederlandse naam: bonenkruid, Volksnaam Keule, peperkruid, kunne, koele, scharenkruid
  - Satureja hortensis var. communis: de gewone, rechtopstaande variëteit.
  - Satureja hortensis var. subspicata, kruipende variëteit
- Satureja montana L., Nederlandse naam: bergbonenkruid
- Satureja thymbra, bevat ook bornylacetaat.
- Satureja cuneifolia, Dalmatische soort.

## Cultuur
De wetenschappelijke naam van bonenkruid is afgeleid van sater. Bonenkruid werd ten tijde van de Romeinen vooral door de volgelingen van Bacchus gebruikt. Ze droegen het in de vorm van kransen in hun haar en snoepten er geregeld van om hun potentie te verhogen. Bonenkruid is een van de oudste potentie-verhogende middelen, al vermelden veel kruidenboeken dat niet.
Virgilius noemde het een van de geurigste kruiden onder de planten en gaf de raad het in de buurt van de bijenkorven aan te planten om de honing een uitgesproken en bijzondere ambrozijnsmaak te geven.
Bonenkruid was al vroeg in West-Europa bekend en tegen de 16e eeuw moet het een populaire plant geweest zijn. Shakespeare vermeldt in zijn “The Winters Tale” voor Perdita’s boeketje “vurige lavendel, munt, bonenkruid en marjolein”.

## Verwerking
Het verse, bloeiende kruid alsook de drogerij worden in de keuken gebruikt en als thee.
De tinctuur als zenuwversterkend middel.
De etherische olie als antisepticum en stimulans.

## Toepassingen

### Keuken

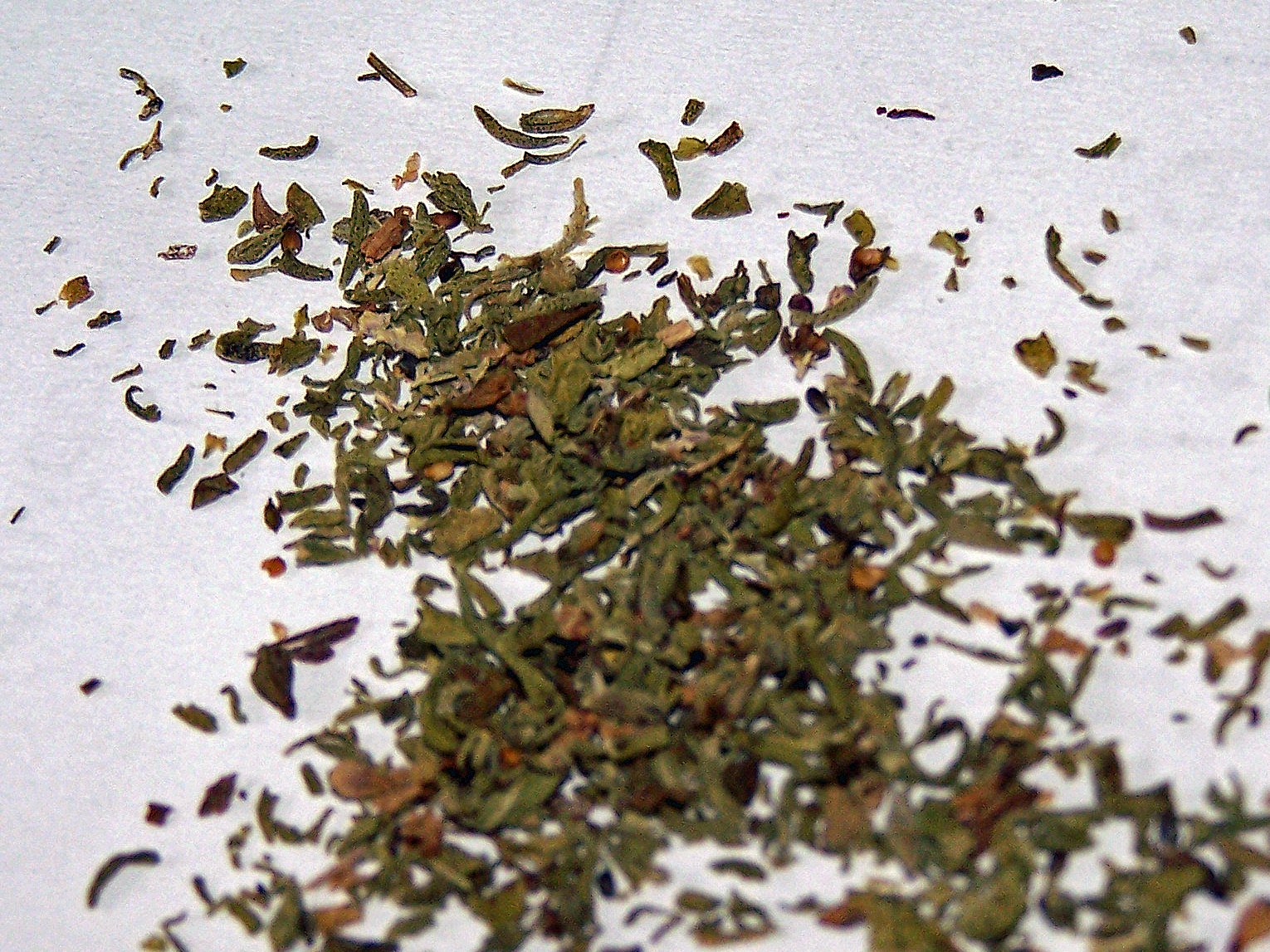
Bonenkruid voor gebruik bij het koken

In de oudheid hadden de Romeinen een voorliefde voor bonenkruidsaus, die met azijn aangemaakt bij vis- en vleesschotels op dezelfde manier als muntsaus op tafel kwam. De meeste koks hadden hun eigen recepten voor het gebruik van bonenkruid. Ze verwerkten het in vulsels voor bijvoorbeeld kalfsvlees, in sauzen voor vis en andere gerechten, in worst en varkensvleespasteien. Het bonenkruid doet ook dienst door zetmeelspijzen en zware wildschotels lichter verteerbaar te maken. Het wordt als toekruid gebruikt om rauwkostschotels, azijn, peulvruchten en soepen op smaak te brengen. Men gebruikt bonenkruid ook in soep en saus, bijvoorbeeld in combinatie met tijm bij witte bonen, en bij het inmaken van augurken. Bij ingemaakte snij- en sperziebonen neemt het de inmaaksmaak weg.

### Insecten
Bloeiende takjes bonenkruid kunnen in de kleren- en linnenkast worden gelegd om motten en zilvervisjes te weren. Gekneusd blad is volgens oude boerenopvattingen een remedie tegen bijen- en wespensteken.

### Tuin
Eenjarig bonenkruid wordt als voorgekweekt plantje vaak mee uitgeplant met stambonen als bescherming tegen de zwarte bonenluis.

### Cosmetica
De etherische olie ("essentiële olie" naar "essence" = extract, een anglicisme) van zowel het eenjarig bonenkruid als het bergbonenkruidextract heeft een duidelijk antimicrobiële eigenschap. Van deze eigenschap wordt vooral gebruikgemaakt in het kader van de huidverzorging. Het extract wordt onder andere toegepast als topnoot in parfumcomposities en in producten voor heren zoals aftershave.

### Kruidentherapie
In de natuurgeneeswijze en in de homeopathie wordt het bonenkruid gebruikt als anti-diarreemiddel (omwille van de etherische olie en van de looistoffen), als carminativum en stomachicum. De drogerij wordt nuttig aangewend bij gastro-enteritis, gastralgiën en slecht ruikende stoelgang. Bonenkruid wordt gunstig gecombineerd met gastrosedativa zoals valeriaan, munt of melisse.
Het bonenkruid wordt zoals de meeste aromatische kruiden en in het bijzonder die van de familie der Labiatae, gebruikt als antiseptisch middel en algeheel tonicum. Wordt ook veel gebruikt als tonicum voor mensen die frigide of impotent zijn, en ter behandeling van alle koortsen. Om de adem te verbeteren, maag en ingewanden te ventileren. Als zenuwsterkend middel, ook als tonicum voor de voortplantingsorganen; om onregelmatige menstruatie te corrigeren. Als zweetafdrijvend middel en om wormen af te drijven, bij allerlei catarre, bij jicht, bij neusbloeding.
Het bonenkruid heeft, als een van de weinige kruiden, een gunstige uitwerking bij te lage bloeddruk.
Bonenkruidaftreksel wordt aanbevolen als dorstlessende drank voor diabetici (4,3 g kruid per 2 koppen).
Bonenkruidthee bevordert ook de spijsvertering. Een sterk aftreksel van bonenkruid, op de nuchtere maag gedronken, blijkt ook een probaat middel te zijn tegen ingewandswormen en blijft er een restje thee achter, geen nood - dat is dan een prima huidlotion zoals ook de blaadjes waarvan men thee getrokken heeft, nog dienst kunnen doen als kompres op plaatsen waar de huid minder fraai is.
Het wordt ook gebruikt ter behandeling van wind bij kinderen, diarree, verkoudheid.

#### Toxiciteit en nevenwerkingen
Bonenkruid kan bij inwendig gebruik aanleiding geven tot huiduitslag.

## Handel
Als drogerij: bonenkruid / Herba saturejae.
Als etherische olie.